# فورت ولی (آریزونا)
فورت ولی (به انگلیسی: Fort Valley) یک منطقهٔ مسکونی در ایالات متحده آمریکا است که در آریزونا واقع شده‌است. فورت ولی ۱۹٫۸۰ کیلومتر مربع مساحت و ۲۶٬۲۶۵ نفر جمعیت دارد.